# Элпидий Каппадокийский

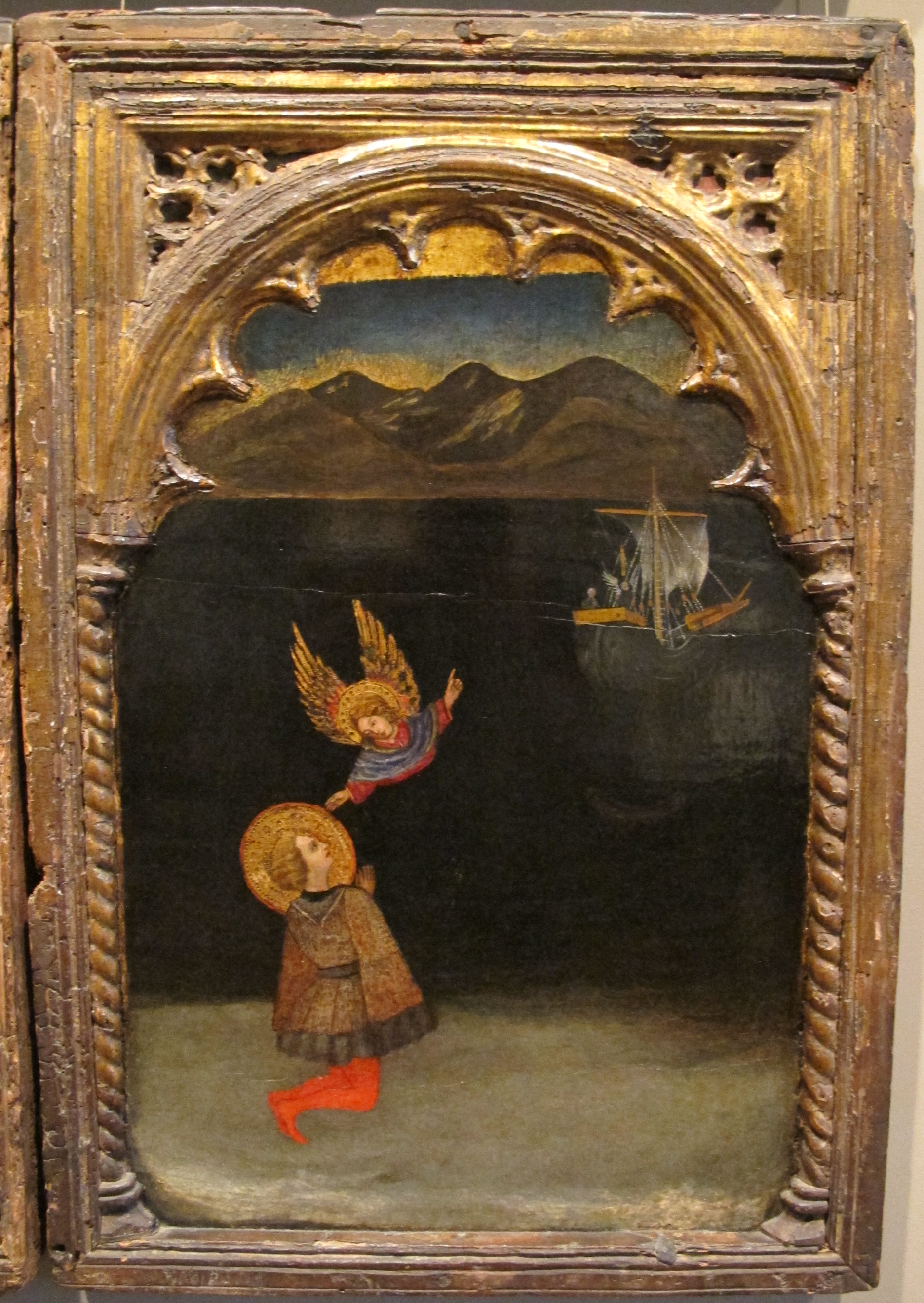
Святой Элпидий. Джакомо Ди Никола да Реканати

Элпидий (итал. Sant'Elpidio, Santo Abate Elpidio) (IV век) — святой из Малой Азии. День памяти — 2 сентября.
Согласно преданию, святой Элпидий жил в пещере в Каппадокии в течение 25 лет. Около него подвизались Евстахий (Eustace, Eustachio) и Эннезий (Ennesius, Ennesio).

## Почитание
Селение Клуана (Cluana), что в Марке, обрело мощи святого в VII веке в обмен на земельные угодья.  Мощи святого и его компаньонов Евстахия и Эннезия были сохранены местными обитателями, и впоследствии городок стал называться Сант-Эльпидио-а-Маре. Мощи святого, как считается, спасли город от оккупации лангобардами: предание гласит, что святой явился на небе с обращением к жителям встать на защиту селения.